# كلارنس فينسون
كلارنس فينسون (بالإنجليزية: Clarence Vinson)‏ (مواليد 10 يوليو 1978) هو ملاكم أمريكي، مثّل بلاده في الألعاب الأولمبية الصيفية 2000.

## روابط خارجية
كلارنس فينسون على موقع بوكس ريك (الإنجليزية) (registration required)
- كلارنس فينسون على موقع أوليمبيديا (الإنجليزية)